# Cơ cấu hệ thống giáo dục quốc dân Việt Nam
Cơ cấu hệ thống giáo dục của một nước biểu thị các tầng bậc của hệ thống giáo dục và các quy định về trình độ văn bằng liên quan. Thông lệ quốc tế về mô tả các cấp trình độ trong hệ thống giáo dục được thể hiện trong Bảng phân loại tiêu chuẩn giáo dục quốc tế  (International Standard Classification of Education - ISCED) của Viện Thống kê UNESCO (UNESCO Institute of Statistics) phiên bản 2011 .
Đối với Cộng hòa Xã hội chủ nghĩa Việt Nam các quyết định 1981/QĐ-TTg ngày 18 tháng 10 năm 2016 của Thủ tướng Chính phủ đưa ra các quy định mới về khung cơ cấu hệ thống giáo dục quốc dân.

## Khung cơ cấu hệ thống giáo dục quốc dân Việt Nam
Theo quyết định 1981/QĐ-TTg cơ cấu hệ thống giáo dục quốc dân được mô tả như ở sơ đồ kèm theo quyết định đó. Theo sơ đồ, có thể thấy hệ thống giáo dục của Việt Nam có 8 cấp, từ giáo dục Mầm non đến tầng đào tạo Tiến sĩ. Từ giáo dục trung học phổ thông chia thành hai luồng: trung học phổ thông bình thường và trung cấp, đại học theo hướng nghiên cứu và đại học theo hướng ứng dụng, cao đẳng là một con đường đi lên cho học sinh tốt nghiệp THPT hay trung cấp. Bên ngoài giáo dục chính quy, hình thức giáo dục thường xuyên được thực hiện ở mọi cấp học từ tiểu học trở lên. 

## Một số vấn đề liên quan đến khung cơ cấu hệ thống và khung trình độ quốc gia

#### Khung trình độ quốc gia
Song song với quyết định 1981/QĐ-TTg, quyết định 1982/QĐ-TTg mô tả khung trình độ quốc gia. Văn bản quy định 8 bậc trình độ quốc gia: Sơ cấp I, Sơ cấp II, Sơ cấp III, Trung cấp, Cao đẳng, Đại học, Thạc sĩ và Tiến sĩ. Chuẩn đầu ra và khối lượng học tập tối thiểu được quy định cho từng bậc đào tạo. Người học hoàn thành chương trình đào tạo đáp ứng yêu cầu của chuẩn đầu ra đối với từng bậc học thì được cấp "chứng chỉ" đối với 3 bậc đầu tiên, và "bằng tốt nghiệp" đối với bậc 4, các "bằng cao đẳng", "bằng đại học", "bằng thạc sĩ", "bằng tiến sĩ" tương ứng đối với 4 bậc cuối.   
Đơn vị khối lượng học tập được tính bằng tín chỉ. Văn bản không nêu định nghĩa đơn vị tín chỉ, nhưng nếu giả thiết "tín chỉ" được định nghĩa như ở "Quy chế  Đào tạo đại học và cao đẳng hệ chính quy theo hệ thống tín chỉ" ở  Quyết định số 43/2007/QĐ-BGDĐT ngày 15/8/2007 thì "Một tín chỉ được quy định bằng 15 tiết học lý thuyết; 30 - 45 tiết thực hành, thí nghiệm hoặc thảo luận; 45 - 90 giờ thực tập tại cơ sở; 45 - 60 giờ làm tiểu luận, bài tập lớn hoặc đồ án, khoá luận tốt nghiệp" và "Đối với những học phần lý thuyết hoặc thực hành, thí nghiệm, để tiếp thu được một tín chỉ sinh viên phải dành ít nhất 30 giờ chuẩn bị cá nhân". Định nghĩa tín chỉ này tương tự như định mức tín chỉ theo học kỳ 15 tuần (semester) của Mỹ . Theo định mức này, một năm học tương đương 30 tín chỉ, do đó khối lượng học tập bậc đại học được quy định 120 tín chỉ là tương đương với 4 năm học.
Theo một số chuyên gia về giáo dục, cơ cấu hệ thống mới cần thể hiện được yêu cầu "liên thông" giữa hai luồng giáo dục học thuật và giáo dục nghề nghiệp, chẳng hạn tầng 5 nên là "trung học phổ thông" và "trung học nghề" chứ không phải là "trung cấp", vì chương trình "trung cấp" chỉ lưu ý đến độ tay nghề, không lưu ý về học vấn, do đó người học tốt nghiệp bậc học này  không đủ trình độ học vấn để chuyển lên bậc cao đẳng hoặc đại học.  Ngoài ra, luồng giáo dục nghề nghiệp nếu thiết kế lên đến tận bậc trên cùng (tiến sĩ) sẽ tốt hơn, vì có thể sắp xếp ở bậc này các bằng cấp theo hướng thực hành cao nhất (chẳng hạn bằng Chuyên khoa 2 trong đào tạo y học).[1].